# مرز ایالات متحده آمریکا و مکزیک

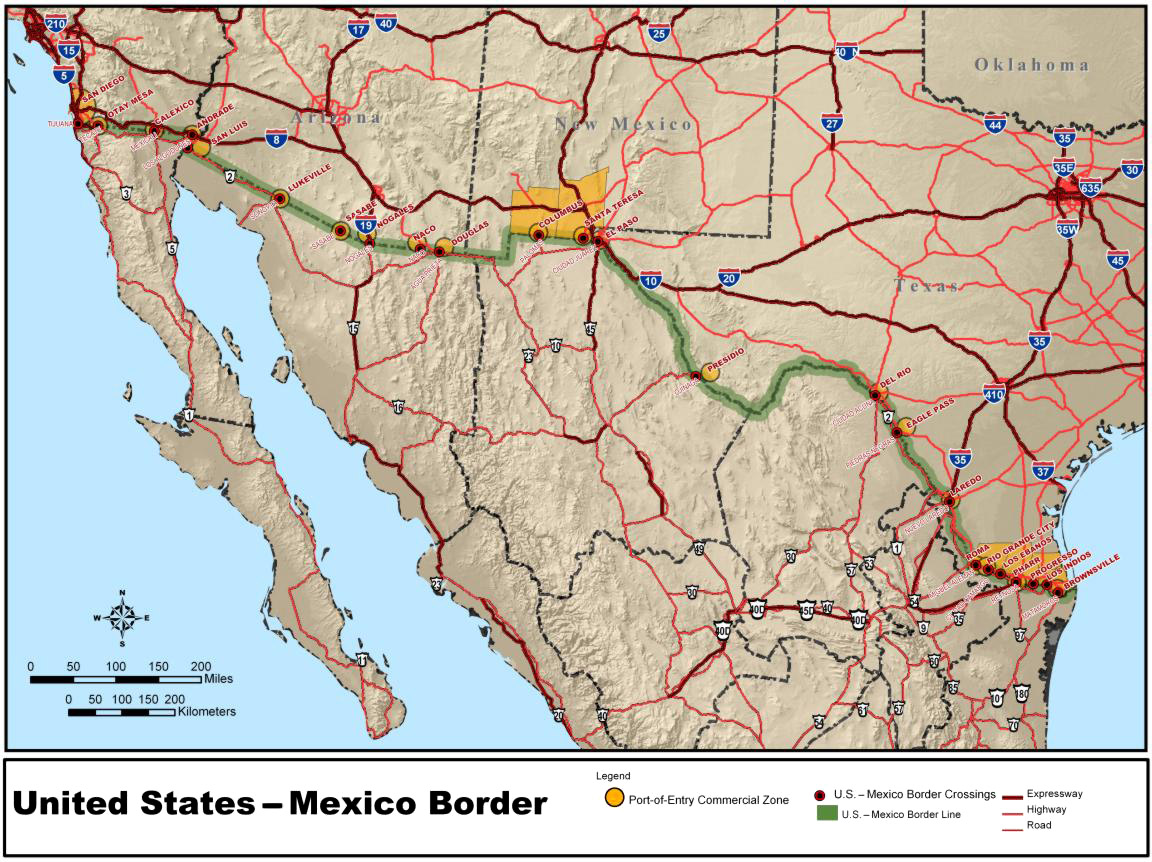
مرز بین مکزیک و ایالات متحده آمریکا در کنار شش ایالت مکزیک و چهار ایالت آمریکا کشیده شده‌است.

مرز ایالات متحده آمریکا و مکزیک به طول ۳٬۱۴۵ کیلومتر (۱٬۹۵۴ مایل)، از تیخوانا، باخا کالیفرنیا و ایمپریال بیچ در غرب تا ماتاموروس، تامائولیپاس و براونزویل در شرق امتداد دارد. این مرز که دو کشورِ مکزیک و ایالات متحده آمریکا را از هم جدا می‌کند، دهمین مرز طولانی بین دو کشور جهان است و از نواحی مختلف شامل نواحی بزرگ شهری تا بیابان‌های غیرقابل سکونت می‌گذرد. مرز بین ایالات متحده آمریکا و مکزیک بیشترین میزان تردد را در بین مرزهای کنترل‌شده در سطح جهان دارد و هرساله حدود ۳۵۰ میلیون گذر مرزی از آن صورت می‌گیرد.

## جغرافیا
چهار ایالت آمریکا شامل کالیفرنیا، آریزونا، نیومکزیکو و تگزاس با مکزیک هم‌مرز هستند. شش ایالت شمالی مکزیک هم شامل باخا کالیفرنیا، چی‌واوا، کواویلا، نوئوو لئون، سونورا و تامائولیپاس با ایالات متحده هم‌مرز هستند.
در میان ایالت‌های آمریکا، تگزاس طولانی‌ترین مرز و کالیفرنیا کوتاه‌ترین مرز را با مکزیک دارد. در میان ایالت‌های مکزیک، چی‌واوا طولانی‌ترین مرز را با ایالات متحده و نوئوو لئون کوتاه‌ترین مرز را دارد. در امتداد مرز این دو کشور، ۲۳ شهر از ایالات متحده و ۳۹ شهر از مکزیک واقع شده‌اند.

## قاچاق مواد مخدر
مکزیک سومین تولید‌کننده بزرگ تریاک در جهان با کشت خشخاش، تامین‌کننده اصلی هروئین و بزرگترین تامین‌کننده خارجی ماری‌جوانا، کوکائین و مت‌آمفتامین به بازار ایالات متحده است. طبق گزارش اداره مبارزه با مواد مخدر آمریکا، حدود ۹۳ درصد از کوکائین در بازار ایالات متحده از کلمبیا می‌آید و از مرز این کشور با مکزیک قاچاق می‌شود. طبق برآوردها در سال ۲۰۱۷ «بین ۹۰ تا ۹۴ درصد از کل هروئین مصرفی در ایالات متحده از مکزیک وارد شده». دولت ایالات متحده تخمین می‌زند که کارتل‌های مواد مخدر در مکزیک سالانه ده‌ها میلیارد دلار فقط از فروش این مواد در ایالات متحده به دست می‌آورند.
شهرهایی که در مرز مکزیک و ایالات متحده واقع شده‌اند، بیش از سایر شهرها تحت تأثیر بحران مواد افیونی قرار گرفته‌اند. به گفته سزار گونزالس واکا، رئیس خدمات پزشکی قانونی در باخا، «به نظر می‌رسد هرچه به مرز نزدیکتر شویم، میزان مصرف این مواد بیشتر می‌شود». در سال ۲۰۲۱، حدود ۸۰٬۴۱۱ نفر در ایالات متحده به دلیل مصرف بیش از حد مواد مخدر جان خود را از دست دادند که بسیاری از آنها ناشی از استعمال یک ماده‌ای بسیار قوی به نام فنتانیل بود که از مکزیک قاچاق می‌شد. این دارو معمولاً در چین تولید و بعد به مکزیک ارسال می‌شود؛ در آنجا فرآوری و بسته‌بندی و درنهایت توسط کارتل‌های مواد مخدر مکزیک به ایالات متحده قاچاق می‌شود. دولت بایدن در سال ۲۰۲۳ از سرکوب اعضای کارتل سینالوآ خبر داد که فنتانیل را به ایالات متحده قاچاق می‌کردند.

## نگارخانه

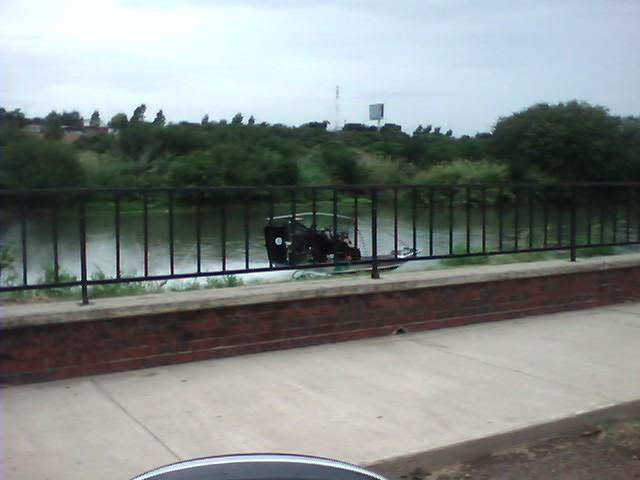
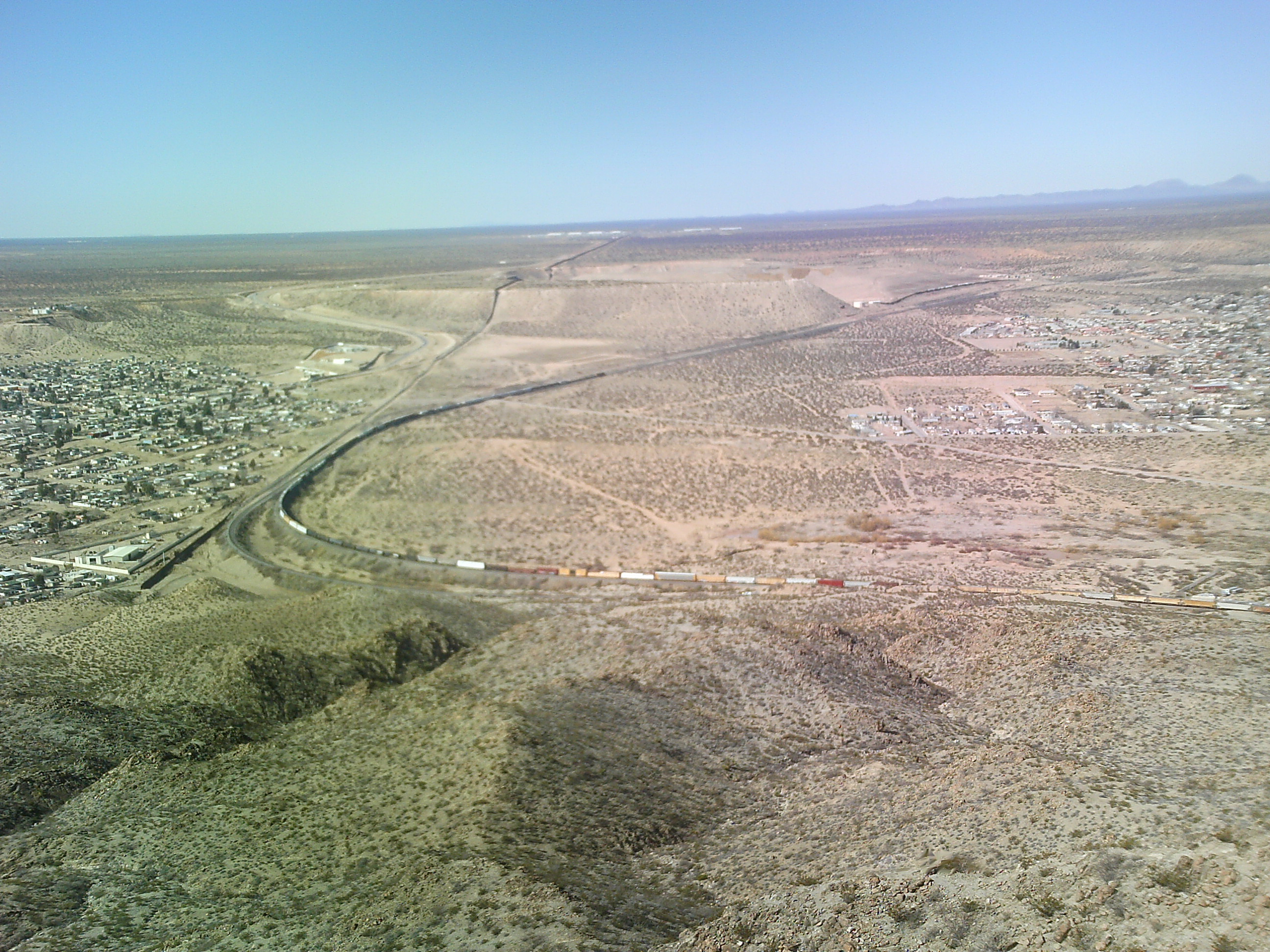
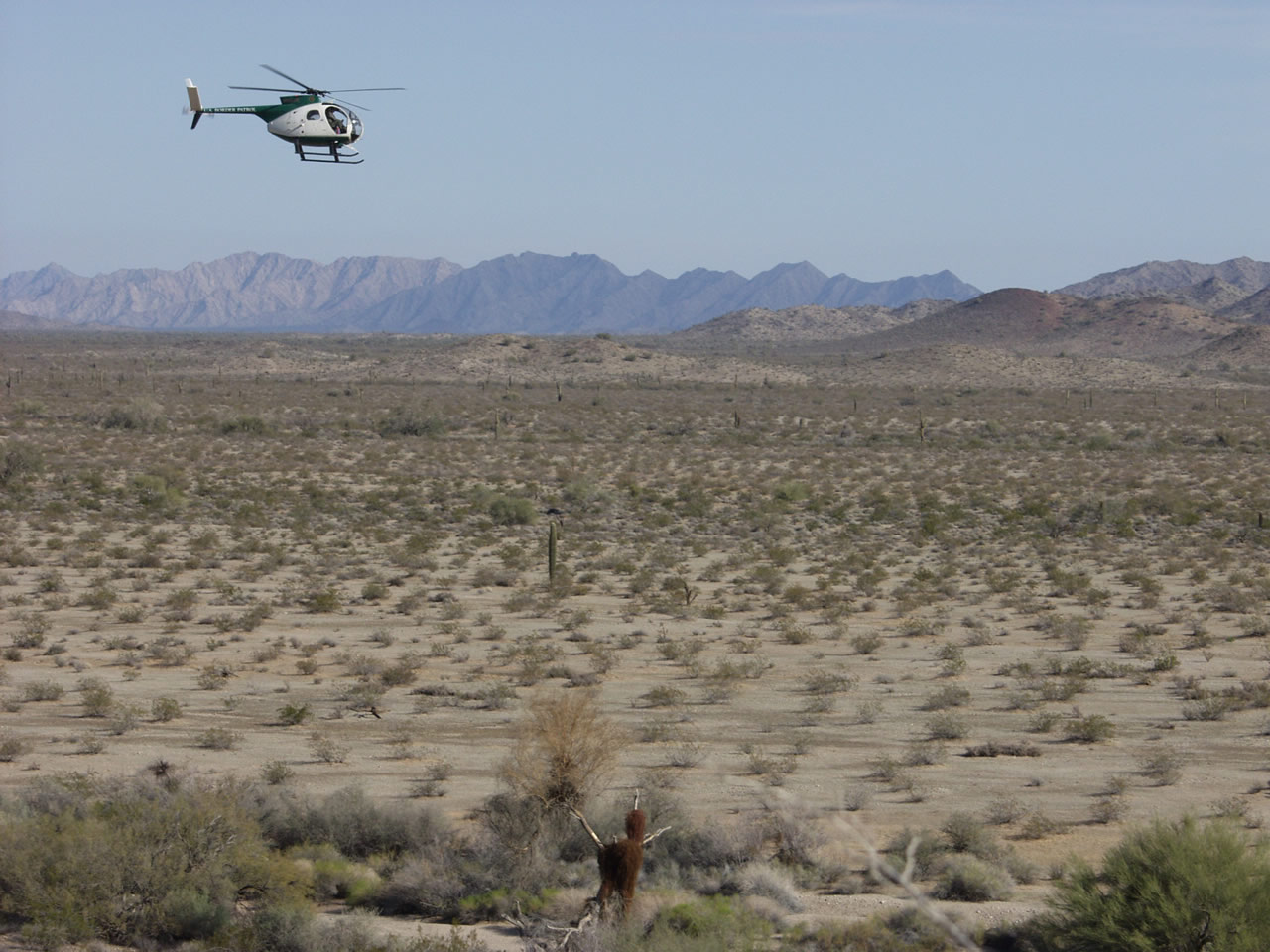
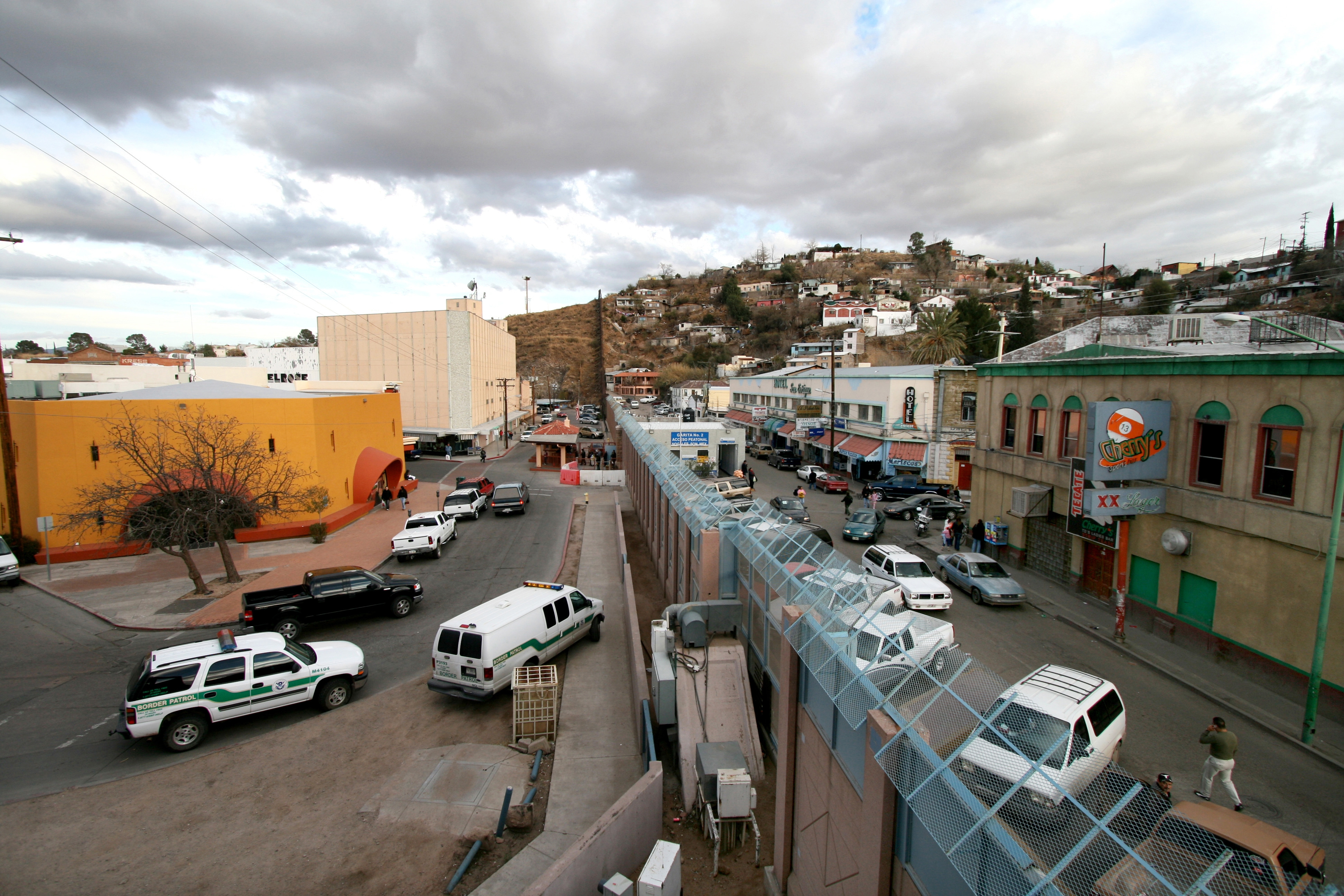
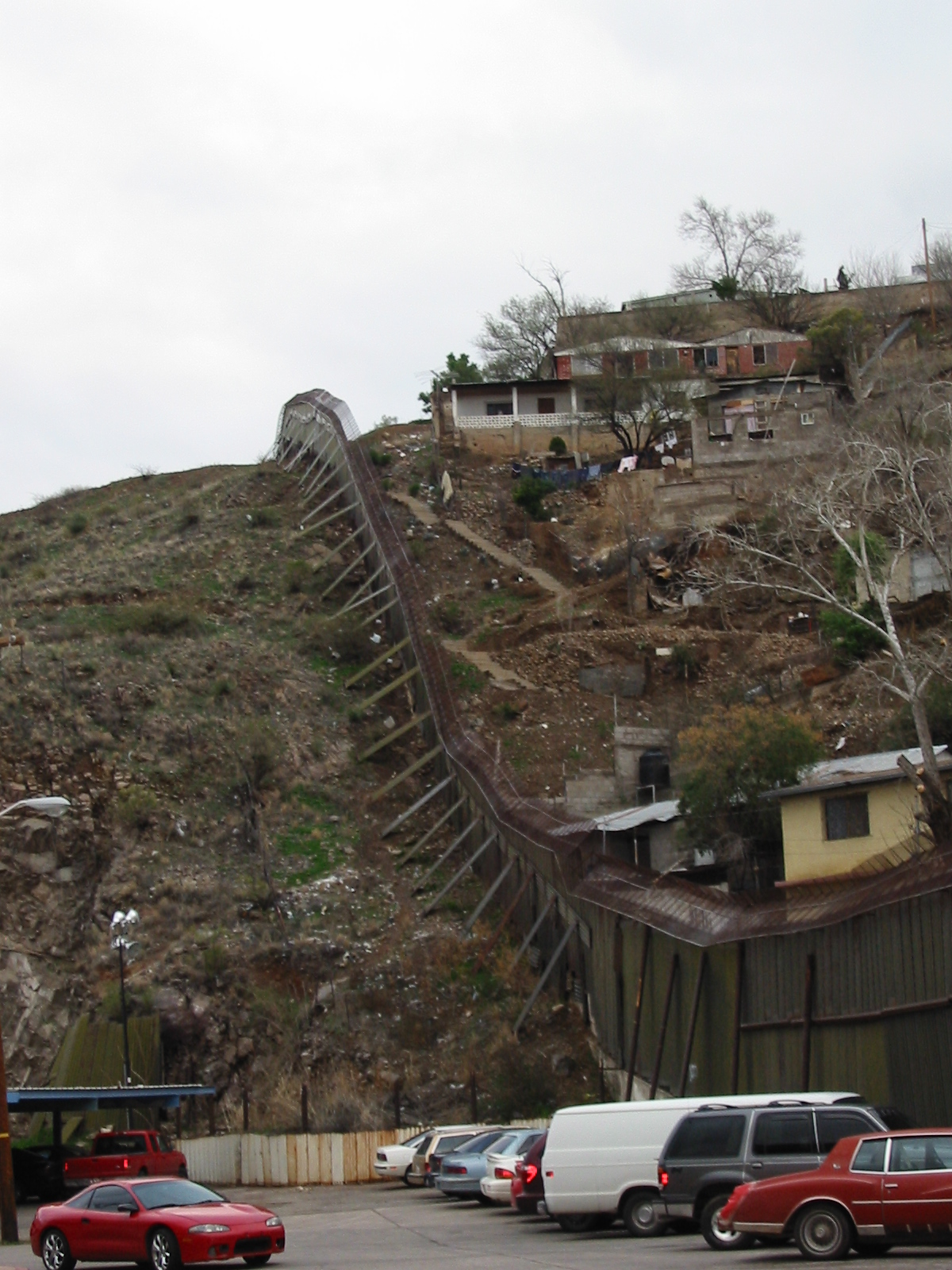
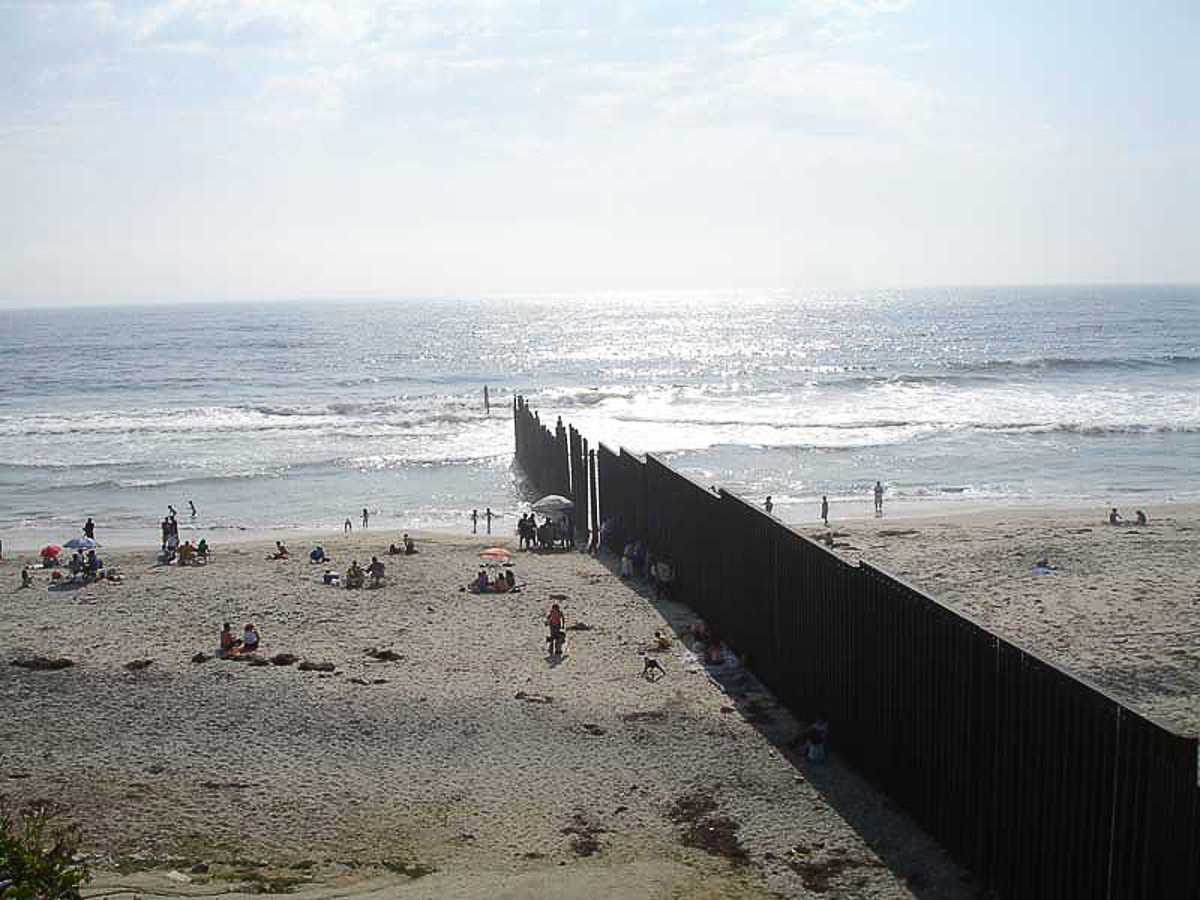